# Teucrium capitatum
Teucrium capitatum es una especie de planta herbácea de la familia Lamiaceae originaria de la región del Mediterráneo hasta Afganistán.

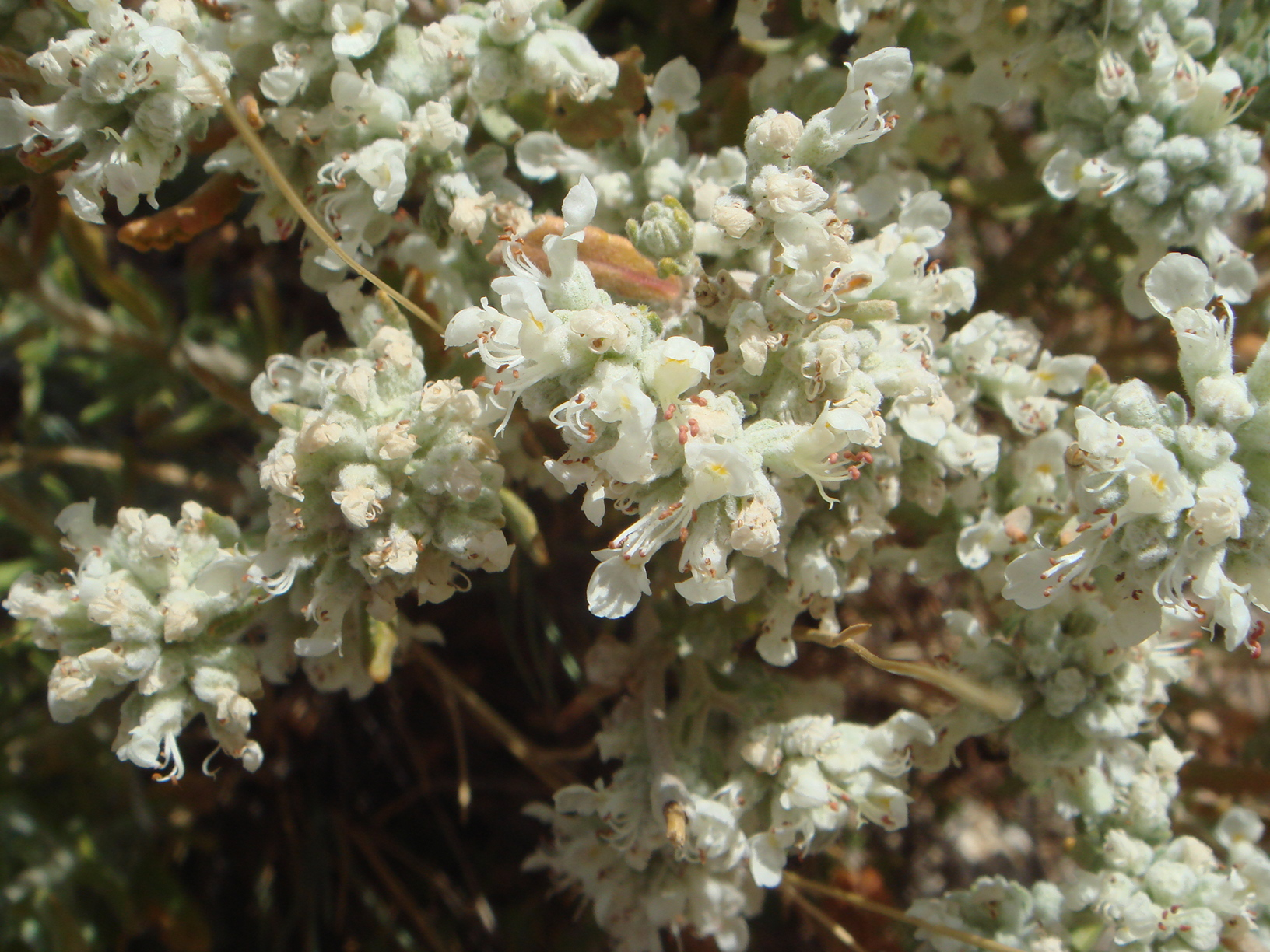

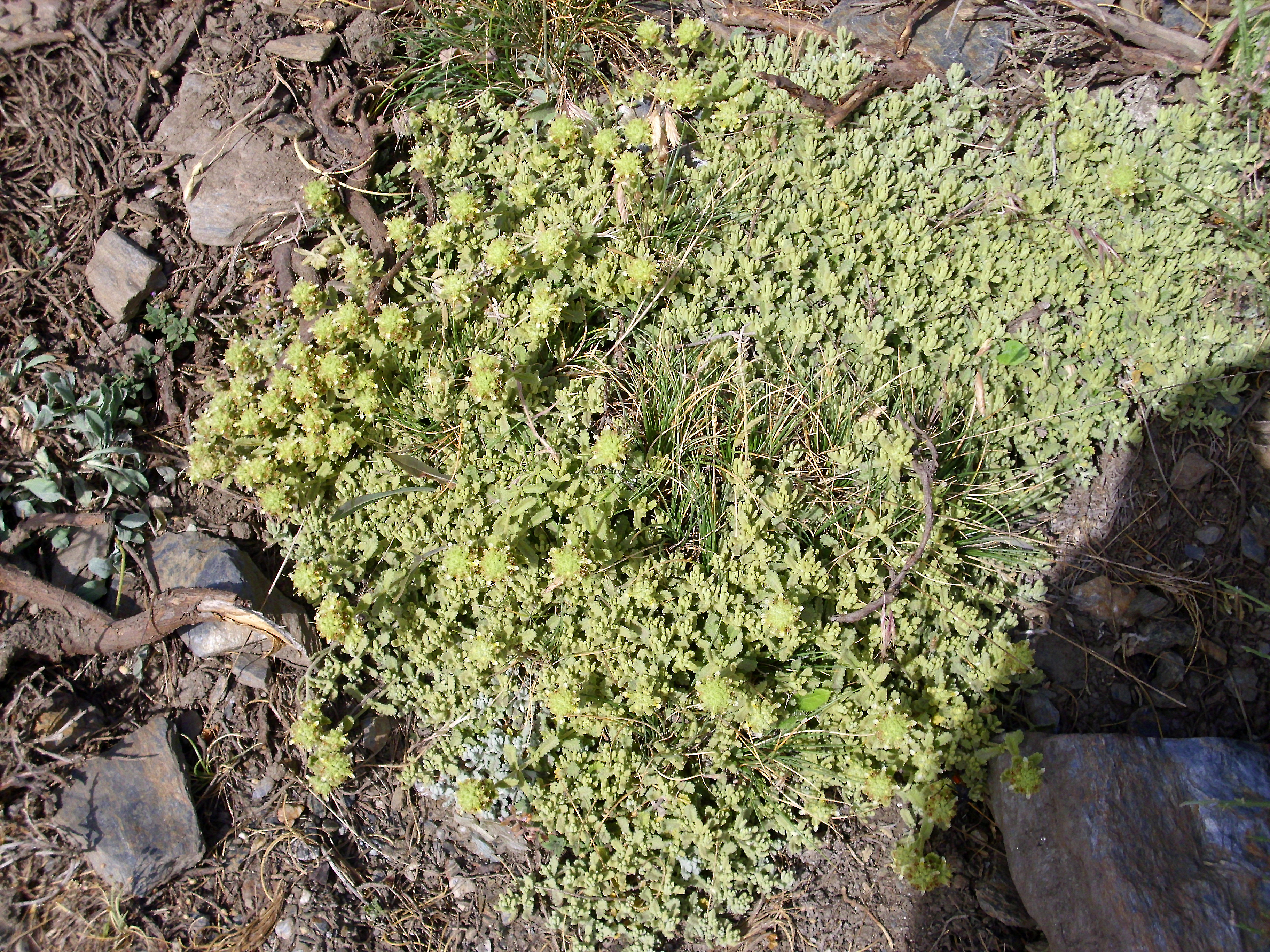
En su hábitat

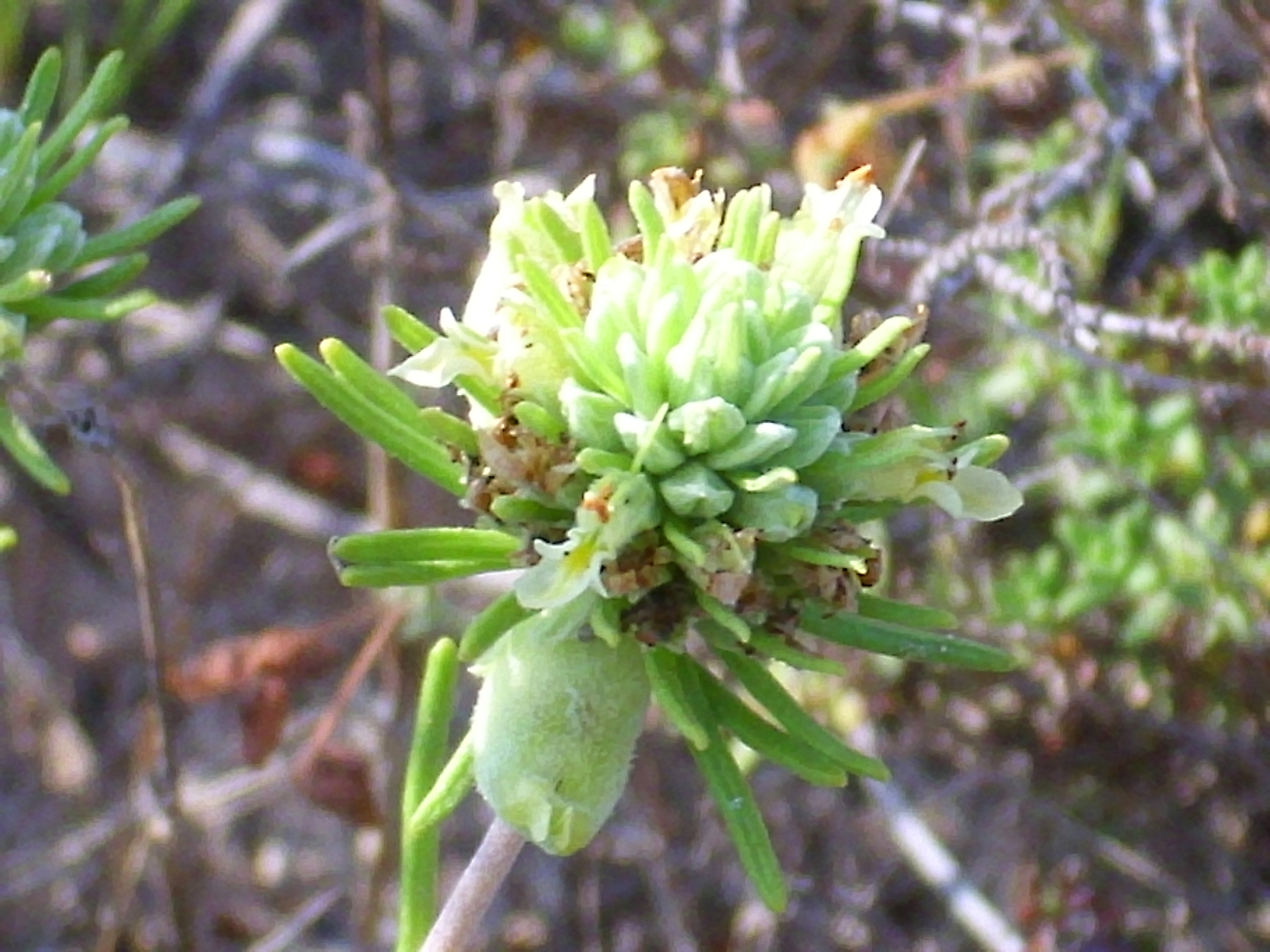
Vista de la inflorescencia

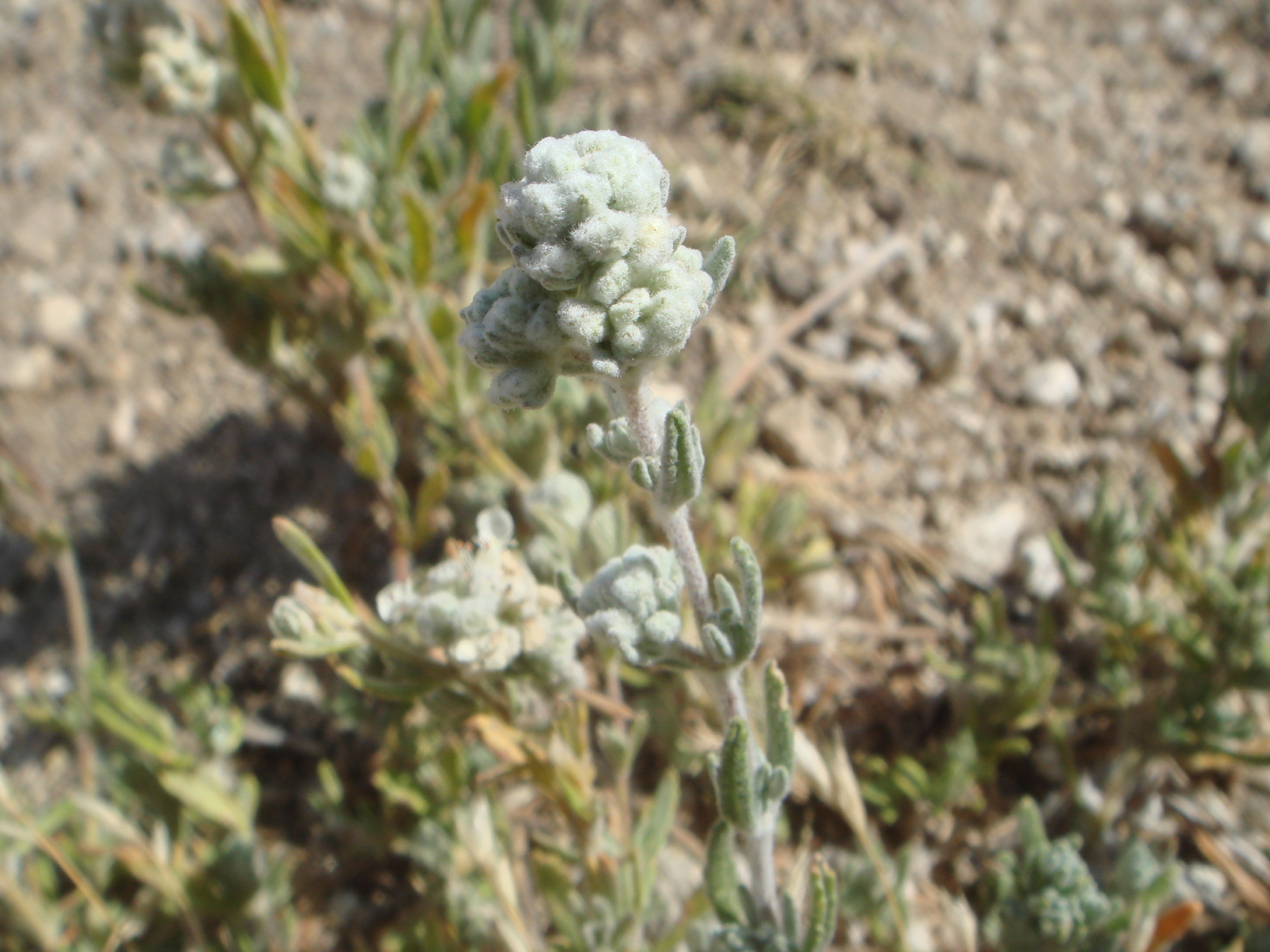
Detalle de la planta

## Descripción
Es una pequeña mata de hojas y tallos cubiertos de una vellosidad blanquecina. Las hojas, opuestas, tienen el margen débilmente lobulado. Las inflorescencias se agrupan en pequeños glomérulos y las flores son de color rosado o purpurina. Florece a finales de primavera. Vive en los matorrales, pinares y campos de cultivo abandonados, a diferencia de otras especies cercanas como Teucrium dunense, que vive en las playas y Teucrium cossonii que vive en las grietas de los acantilados.

## Distribución y hábitat
Se distribuye por la región del Mediterráneo hasta Afganistán. En España se encuentra en Almería, Granada, Jaén, Albacete, Alicante, Barcelona, Castellón, Islas Baleares, Lérida, Tarragona y Valencia, donde su hábitat son los matorrales y pinares secos, que son frecuentes cerca del mar.

## Taxonomía
Teucrium capitatum, fue descrita por Carlos Linneo y publicado en Species Plantarum, vol. 2, p. 566, 1753.
Etimología
- Teucrium: nombre genérico que deriva del Griego τεύχριον, y luego el Latín teucri, -ae y teucrion, -ii, usado por Plinio el Viejo en Historia naturalis, 26, 35 y  24, 130, para designar el género Teucrium, pero también el Asplenium ceterach, que es un helecho (25, 45).[3] Hay otras interpretaciones que derivan el nombre de Teucri, -ia, -ium, de los troyanos, pues Teucro era hijo del río Escamandro y la ninfa Idaia, y fue el antepasado legendario de los troyanos, por lo que estos últimos a menudo son llamados teucrios.[4] Pero también Teucrium podría referirse a Teûkros, en latín Teucri, o sea Teucro, hijo de Telamón y Hesione y medio-hermano de Ajax, y que lucharon contra Troya durante la guerra del mismo nombre, durante la cual descubrió la planta en el mismo período en que Aquiles, según la leyenda, descubrió la Achillea.[5]
- capitatum: epíteto latino que significa "con cabeza".[6]

Citología
Número de cromosomas de Teucrium capitatum (Fam. Labiatae) y táxones infraespecíficos: 2n=26: 2n=52: 2n=39
Sinonimia
- Teucrium capitatum - Desde el Mediterráneo hasta Afganistán.

Sinónimos: 
- Polium capitatum (L.) Mill., Gard. Dict., ed. 8, p. 5, 1768
- Chamaedrys capitata (L.) Raf., Fl. Tellur., 3, p. 85, 1837
- Teucrium polium subsp. capitatum (L.) Arcang., Comp. Fl. Ital., p. 559, 1882

- Teucrium capitatum subsp. capitatum - Desde el Mediterráneo hasta Afganistán.

Sinónimos:
- Polium album Garsault, Fig. Pl. Méd., 462 b, 1764, opus utique oppr.
- Teucrium achaemenis Schreb., Pl. Verticill. Unilab. Gen. Sp., p. 44, 1774
- Teucrium belion Schreb., Pl. Verticill. Unilab. Gen. Sp., p. 47, 1774, nom. illeg.
- Teucrium cymosum Pers., Syn. Pl., 2, p. 112, 1806
- Teucrium album (Garsault) Poir. in J.B.A.M.de Lamarck, Encycl., Suppl. 2, p. 770, 1812
- Teucrium polium var. gnaphalodes Benth., Labiat. Gen. Spec., p. 686, 1835
- Teucrium polycephalum Pomel, Nouv. Mat. Fl. Atl., p. 114, 1874
- Teucrium capitatum subsp. gussonii Nyman, Consp. Fl. Eur., p. 567, 1881
- Teucrium polium var. achaemenis (Schreb.) Nyman, Consp. Fl. Eur., p. 566, 1881
- Teucrium polium var. tonsum Stapf, Denkschr. Kaiserl. Akad. Wiss., Wien. Math.-Naturwiss. Kl., 50, p. 51, 1885
- Teucrium polium subsp. album (Garsault) Breistr., Bull. Soc. Bot. France, 121, p. 58, 1974

- Teucrium capitatum subsp. gracillimum (Rouy) Valdés Berm., Acta Bot. Malac., 4: 40, 1978 - España.

Sinónimos:
- Teucrium capitatum var. gracillimum Rouy, Naturaliste, 2, p. 21, 1882
- Teucrium polium var. gracillimum (Rouy) O.Bolòs & Vigo, Fl. Paisos Catalans, 3, p.239, 1995
- Teucrium coeleste Schreb., Pl. Verticill. Unilab. Gen. Sp., p. 49, 1774
- Teucrium pycnophyllum Schreb., Pl. Verticill. Unilab. Gen. Sp., p. 48, 1774
- Teucrium valentinum Schreb., Pl. Verticill. Unilab. Gen. Sp., p. 46, 1774 

- Teucrium capitatum subsp. lusitanicum (Schreb.) T.Navarro & Rosua, Candollea, 45, p. 585, 1990 - Ppenínsula ibérica y  Norte de África.

Sinónimos:
- Teucrium lusitanicum Schreb., Pl. Verticill. Unilab. Gen. Sp., p. 47. 1774
- Teucrium polium var. lusitanicum (Schreb.) Nyman, Consp. Fl. Eur., p. 566 (1881).
- Teucrium luteum subsp. lusitanicum (Schreb.) Rivas Mart., Opusc. Bot. Pharm. Complut.,  3, p. 88, 1986
- Teucrium salviastrum Hoffmanns. & Link, Fl. Portug.,  1, p. 85, 1809
- Teucrium polium var. flavidum Emb. & Maire, Mém. Soc. Sci. Nat. Maroc, 17, p. 46, 1928
- Teucrium polium subsp. mairei Maire, Bull. Soc. Hist. Nat. Afrique N., 2, p. 208, 1932
- Teucrium doumerguei Sennen, Cat. Fl. Rif Orient., p. 95, 1933
- Teucrium mairei Sennen, Campagn. Bot., p. 102, 1936, nom. illeg.
- Teucrium polium var. hidumense Sennen, Diagn. Nouv., p. 112, 1936
- Teucrium lusitanicum subsp. clementiae T.Navarro & al., Acta Bot. Gallica,  145, p. 64 ,1998

- Teucrium capitatum subsp. majoricum (Rouy) Nyman, Consp. Fl. Eur., Suppl. 2, p. 246, 1889 - España e   Islas Baleares.

Sinónimos:
- Teucrium majoricum Rouy, Naturaleza (Madrid), 2, p. 15, 1882
- Teucrium polium f. majoricum (Rouy) O.Bolòs & Vigo, Collect. Bot. (Barcelona),  14, p. 92, 1983
- Teucrium willkommii Porta, Nuovo Giorn. Bot. Ital., 19, p. 315, 1887

## Nombres comunes
- Castellano: almoradul, hierba de las lombrices, humera, iva, mejorana, mejorana silvestre, osuna, poleo de monte, poleo montano (2), poliol barbado, poliol de La Alcarria, poliol de dos colores, poliol derecho, poliol duro, poliol florido, poliol hembra, poliol nevado, ramarilla, tomillo (2), tomillo blanco (4), tomillo borriquero, tomillo de flor blanca, tomillo macho (9), tomillo terrero, zamarrilla (8), zamarrilla angosta, zamarrilla blanca. Las cifras entre paréntesis se refieren a la frecuencia del vocablo en España; en negrita, los más extendidos.[9]